# Blejoi
Blejoi es una comuna ubicada en el distrito de Prahova, Rumania.

## Superficie
Posee una superficie de 20,24 kilómetros cuadrados.

## Demografía
Hasta 2021 la población era de 9254 habitantes, con una densidad de población de 457,2 habitantes por kilómetro cuadrado.